# Dieci (Massimo Di Cataldo)
Dieci è il quarto album del cantautore italiano Massimo Di Cataldo, pubblicato nel 1999 dalla Epic.

## Il disco
Il disco è stato interamente prodotto nei Real World Studios di Peter Gabriel in Inghilterra. Alla sua realizzazione hanno infatti collaborato diversi musicisti londinesi, tra cui il noto chitarrista David Rhodes, che è anche co-produttore del lavoro. L'album contiene il brano Come sei bella,  che è stato presentato al Festival di Sanremo. Il brano Non ci perderemo mai ha invece partecipato al Festivalbar. A una settimana dalla sua uscita l'album è diventato disco d'oro grazie alle oltre 50 000 copie vendute.

## Tracce
1. Non ci perderemo mai – 4:21
2. Come sei bella – 4:46
3. Solo se ci sei tu – 3:58
4. Ti voglio – 4:22
5. Perdutamente – 4:55
6. Torna – 4:17
7. Pensa ancora a me – 3:52
8. Eva – 3:55
9. Non ti tradirò – 4:03
10. Ragazza – 4:51

## Formazione
- Massimo Di Cataldo – voce, cori, chitarra, pianoforte, tastiera
- David Rhodes – chitarra, percussioni
- Dean Brodrick – tastiera, melodica
- Alex Swift – programmazione
- John Giblin – basso, contrabbasso
- Andy Gangadeen – batteria

## Classifiche
| Classifica (1999) | Posizione massima |
| ----------------- | ----------------- |
| Italia            | 16                |